# Crocidura zaitsevi
Crocidura zaitsevi és una espècie d'eulipotifle de la família de les musaranyes que viu a la muntanya Ngoc Linh (província de Kon Tum, Vietnam). Aquesta espècie és coneguda a partir de sis mascles i sis femelles capturats per Aleksei Abràmov l'abril del 2004 a 1.650-2.300 metres d'altitud, en un bosc del costat oest de la muntanya.
C. zaitsevi és una espècie de Crocidura molt petita amb la cua bastant llarga. El musell és llarg i estret i la regió interorbitària bastant ampla. Té el pelatge marró-gris a la part superior del seus cos. La part inferior és una mica més clara. La part superior dels peus és significament més clara que el cos. Les orelles són de color gris fosc. La llargada corporal fa 48-58 metres (una mitjana de 53) mm, la cua 33-41 (37) mm, els peus inferiors 8-11 (10) mm, l'orella 5-8 mm (7) i el crani 14,19-15,3 (14,79) mm.
Fou anomenada en honor del mastòleg rus Mikhaïl Zàitsev.